# Showsport
Showsport es un canal de televisión por cable argentino que transmite desde la ciudad de Córdoba. El canal se llega a ver en el Gran Córdoba y zonas aledañas. Es operado por Ebeluz S.A. a través del Grupo Showsport.

## Historia
Showsport inició sus transmisiones regulares en noviembre de 1995.
También cuenta con una radio llamada Showsport Splendid que transmite en el FM 101.3 MHz.
El 30 de julio de 2018, Showsport comenzó a emitir programación en HD.

## Programación
Actualmente, parte de la programación del canal consiste en transmitir contenidos de programación deportiva, principalmente del deporte cordobés. (varios de ellos producidos por Showsport), entre ellos se destacan:

### Fútbol
- Tribuna Celeste: programa sobre el equipo de fútbol Belgrano. Conducen: Daniel Ale, Matías Rivero, Hipólito Barbero y Camila de la Fuente
- Pasión Albiazul: programa sobre el equipo de fútbol Talleres. Conduce: Horacio Sánchez
- Pasión por la Gloria: programa sobre el equipo de fútbol Instituto. Conduce: Samir "Turco" Abraham
- Academia TV: programa sobre el equipo de fútbol Racing de Córdoba. Conducen: Agustín Saravia y Pablo Alcalde
- La pelota envenenada: programa sobre el Fútbol de Córdoba. Conduce: José Luis Marchini / Panelistas: "Tato" Grande, Alejandro Benvegú y Juan Rodríguez Brizuela
- Línea de 4: programa sobre el Fútbol de Córdoba. Conduce: Fabián Torres / Panelistas: José Omar Reinaldi, Gustavo Gutiérrez, Juan Pablo Estela y Rodrigo Gaitán
- Pasión de Multitudes: programa sobre el Fútbol de Córdoba.
- Estamos Jugados: programa sobre Liga Cordobesa de Fútbol. Con Rodrigo Gaitan, Emanuel Moya, Julio Oronado, Milena Urbanski y Juan Pablo Fratini.

### Boxeo
- Clásicos del Box con Claudio Bedirián y Jorge Sánchez
- Segundos afuera con Claudio Bedirián, Jorge Sánchez y Nelson Rivera

### Básquet
- Liga Provincial de Basquet
- Liga Nacional de Básquet

### Automovilismo
- Motor Total. Conduce Sergio Grasso y Rodolfo Butta
- Motor Test. Conduce: Carlos Muñoz
- TV Kart

### Rugby
- Torneo de Rugby de Córdoba, el partido destacado de la fecha los domingos por la noche.[8]

### Informativo deportivo diario
- El show en la Red
- Showsport Noticias

### Otros deportes
- Just Run: programa de running
- Entre Pedales: programa sobre ciclismo
- Córdoba es Golf
- Cba Esport